# Hermannia abrotanoides
Hermannia abrotanoides är en malvaväxtart som beskrevs av Heinrich Adolph Schrader. Hermannia abrotanoides ingår i släktet Hermannia och familjen malvaväxter. Inga underarter finns listade i Catalogue of Life.